# Michał Ringel
Michał Ringel (ur. 4 stycznia 1880 w Borysławiu, zm. 26 czerwca 1941 we Lwowie) – działacz syjonistyczny, adwokat, senator I kadencji Senatu II RP, dziennikarz.

## Życiorys
Uczył się w gimnazjum w Drohobyczu, następnie w gimnazjum rządowym w Stryju. Odbył studia prawnicze na Uniwersytecie Wiedeńskim i w 1911 rozpoczął praktykę adwokacką we Lwowie. Brał aktywny udział w działalności ruchu syjonistycznego. Od 1905 uczestniczył w światowych kongresach syjonistycznych.
W czerwcu 1911 syjonista dr Michał Ringel bez powodzenia wziął udział na wyborach do Rady Państwa XI kadencji. Podczas pierwszego głosowania w miejskim okręgu wyborczym Nr 32 Buczacz – Śniatyn – Zaleszczyki – Borszczów – Tłumacz otrzymał 2576 głosów wyborców z 6518, gdy jego konkurent, burmistrz Buczacza Bernard Stern 3143, który w wyniku wyboru ściślejszego między nimi i został wybrany nieco później, a w parlamencie jako konserwatysta wszedł do składu Koła Polskiego.
Do 1919 pełnił funkcję prezesa Organizacji Syjonistycznej w Galicji Wschodniej.
Podczas wojny polsko-ukraińskiej 10 grudnia 1918 został aresztowany przez władze polskie i internowany w obozie w Baranowie Sandomierskim. W 1922 został członkiem Rady Naczelnej Organizacji Syjonistycznej i był prezesem OS we Lwowie. W latach 1922–1927 sprawował mandat senatora I kadencji z województwa stanisławowskiego, wybrany jednocześnie w województwie tarnopolskim. Członek prezydium Koła Żydowskiego w Sejmie i Senacie. Od 29 czerwca 1937 prezes zarządu Żydowskiej Gminy Wyznaniowej we Lwowie.
Publikował w „Nowym Dzienniku”, „Chwili” i „Tageblatt”.
Po agresji ZSRR na Polskę aresztowany przez NKWD. Zginął podczas masakry, którą NKWD urządziło we lwowskich więzieniach w ostatnich dniach czerwca 1941 roku.
Autor broszur: Polacy wobec syjonizmu (1910), Na marginesie ugody polsko-żydowskiej (1917).